# 麥田捕手 (專輯)
麥田捕手，是白安個人首張全創作專輯，於2012年12月21日正式發行，共收錄十首歌曲。

## 曲目
| 曲序 | 曲目                                            | 备注       | 时长 |
| ---- | ----------------------------------------------- | ---------- | ---- |
| 1.   | 麥田捕手（The Catcher in the Rye）              | 第二波主打 | 4:22 |
| 2.   | 兜風                                            |            | 4:48 |
| 3.   | 倒著走                                          |            | 4:41 |
| 4.   | 不聽                                            |            | 4:51 |
| 5.   | 默劇                                            |            | 3:47 |
| 6.   | Bird                                            |            | 3:54 |
| 7.   | 我只想在乎我在乎的                              | 第三波主打 | 4:25 |
| 8.   | 放空                                            |            | 4:00 |
| 9.   | 難愛                                            |            | 2:58 |
| 10.  | 是什麼讓我遇見這樣的你（What Brings Me to You） | 首波主打   | 4:25 |

## 製作團隊
- 全碟作曲 / 填詞：白安
- 全碟製作人 / 吉他 / 弦樂：李劍青
- 全碟執行製作：Kenny Hsiao
- 全碟編曲：Mac Chew
- 風琴：周恆毅
- 鼓：荀亮
- 蕭：杜聰
- 全碟錄音室：敬業錄音室（北京市）
- 全碟錄音師：于泊
- 全碟混音錄音室：白金錄音室（台北市）
- 全碟混音錄音師 / 母帶後期處理工程師：林正忠
- 母帶後期處理錄音室：鈺德錄音室
- 製作公司：相信音樂國際股份有限公司、雀悅音樂有限公司
- OP（原創作者或版權公司）：雀悅音樂有限公司
- SP（授權之版權公司）：台灣環球唱片公司
- 製作、監製：陳勇志（陳沒）
- 統籌：謝芝芬、劉慧君
- 企劃經紀統籌：林妙音（小蕊）
- 藝人經紀：鄭筱薇
- 企劃：盧雅凡
- 活動統籌：丁度嵐、周佑洋（洋公）

## 感謝
|                    | 這張專輯歌的開始對結束總共經歷了4年，沒想到我終於有把它完成的一天，沒有你們我什麼都不是，謝謝大哥(李宗盛)給了我這個機會，讓我重新以不同的角度審視認識自己，讓我明白原來在音樂裡我還有其他可能性。謝謝慧君姊(劉慧君)一路陪著我帶著我看我成長，讓我可以只專心在音樂上不被其他事物打擾。謝謝劍青(李劍青)陪我把整張專輯製作完成，沒有把你這些音樂可能還漂泊在茫茫人海之中。謝謝Mac Chew為音樂披上新的外衣，重點是它們都很美麗。謝謝于泊幫我錄下每個當下真實的情感。謝謝Kenny(Kenny Hsiao)在音樂上給予很多技術支援。謝謝小林老師(林正忠)。謝謝荀亮。謝謝Landy。謝謝小馬叔叔讓我在你的地盤上逗留了蠻多年。最後還要謝謝勇志(陳勇志)老闆、艾姊(謝芝芬)、蕊姊(林妙音)、雅凡(盧雅凡)、筱薇姊(鄭筱薇)、五月天瑪莎、旺福小民、宇宙人小玉。April、Angee、李吉他、家人、小虎、爸媽、宇宙，without you I'm nothing. |
| ——白安〈特別感謝〉 | |

## 音樂錄影帶
| 日期       | 歌名                                          | 執導   |
| 2012-12-18 | 是什麼讓我遇見這樣的你 （页面存档备份，存于） | 徐筠軒 |
| 2012-12-29 | 麥田捕手 （页面存档备份，存于）               | 徐筠軒 |
| 2013-01-30 | 我只想在乎我在乎的 （页面存档备份，存于）     | 林立俊 |

## 發行歷史
| 地區 | 日期           | 格式         | 版本           | 唱片公司 | 附註         |
| ---- | -------------- | ------------ | -------------- | -------- | ------------ |
| 臺灣 | 2012年12月21日 | 數位下載、CD | 標準版         | 相信音樂 |              |
| 臺灣 | 2023年5月5日   | LP           | 珍藏限定版白膠 | 相信音樂 | 2/25開始預購 |